# Роса Марія Перес
Роса Марія Перес (ісп. Rosa María Pérez; нар. 8 квітня 1977) — колишня іспанська тенісистка.
Найвищу одиночну позицію світового рейтингу — 340 місце досягла 1 травня 1995, парну — 341 місце — 8 Aug 1994 року.
Здобула 1 одиночний та 1 парний титул туру ITF.

## Фінали ITF

### Одиночний розряд: 2 (1–1)
| Результат | Ранг | Дата           | Турнір                     | Покриття | Суперниця          | Рахунок       |
| --------- | ---- | -------------- | -------------------------- | -------- | ------------------ | ------------- |
| Перемога  | 1.   | 8 травня 1994  | Балагер (Іспанія), Іспанія | Ґрунт    | Амелі Удеа-Кастера | 6–4, 6–4      |
| Поразка   | 1.   | 14 травня 1995 | Балагер (Іспанія), Іспанія | Ґрунт    | Патрісія Сегала    | 6–3, 3–6, 2–6 |

### Парний розряд: 4 (1–3)
| Результат | Ранг | Дата           | Турнір                     | Покриття | Партнерка            | Суперниці                               | Рахунок             |
| --------- | ---- | -------------- | -------------------------- | -------- | -------------------- | --------------------------------------- | ------------------- |
| Перемога  | 1.   | 1 травня 1994  | Льєйда, Іспанія            | Ґрунт    | Валентіна Соларі     | Ана Алькасар Роса Марія Андрес Родрігес | 6–7(5), 7–6(4), 7–5 |
| Поразка   | 1.   | 8 травня 1994  | Балагер (Іспанія), Іспанія | Ґрунт    | Валентіна Соларі     | Алісія Ортуньйо Крістіна Торренс-Валеро | 1–6, 1–6            |
| Поразка   | 2.   | 14 травня 1995 | Балагер (Іспанія), Іспанія | Ґрунт    | Марія Санчес Лоренсо | Нурія Монтеро Марта Кано                | 1–6, 2–6            |
| Поразка   | 3.   | 18 серпня 1996 | Коксейде, Бельгія          | Ґрунт    | Крістіна де Субіхана | Наталі Діттманн Мірейлл Діттманн        | 4–6, 1–6            |